# 한국디지털병원수출조합
한국디지털병원 수출사업협동조합(영어: Korea Digital Hospital Export Agnecy, KOHEA)는 대한민국 정부로부터 인가된 국가 신성장 동력사업으로서의 디지털병원 수출을 추진하기 위한 80개의 의료 기관 및 의료 기업이 조합사로 구성되어 있다.

## 연혁
- ‘11.02. 디지털병원 수출조합 창립총회 개최
- ‘11.03. 정부 주무관청 설립인가 획득
- ‘11.06. 정부 Certification 획득_Digital Hospital 수출 Agency
- ‘11.07. 외교부 ICT 사절단, 지경부 경제협력 사절단 공식참석
- ‘11.08. 페루(육군병원 등), 에콰도르(IESS) 등 디지털병원 수출 MOU 체결
- ‘12.03. 한국전자통신연구원(ETRI)과 전략적 협약
- ‘12.07. 한반도국제대학원(KUIS), 아시아국제협력기구(IACD)과 전략적 협약
- ‘12.12. 캄보디아 시엠립 병원 패키지 입찰 프로젝트(KOICA) 수주(70만불)
- ‘13.01. 한국국제보건의료재단(KOFIH) - 개도국 보건의료에 대한 전략적 협약
- ‘13.07. ‘해ㆍ공군 통합외래진료센터’ 신축사업에서 단독 우선협상 대상자로 선정[1]

## 개요
- KOHEA(Korea Digital Hospital Export Agency)는 KAIST 대학교수이자 1985년 의료기기업체인 메디슨을 설립한 1세대 벤처기업인인 이민화 교수가 2011년 설립하였다.
- 정부로부터 인가된, 국가 신성장 동력사업으로서의 디지털병원 수출을 추진하기 위한 80개의 의료기관 및 의료기업 연합체이다.[2]

## 역할
- 디지털병원 수출 민간 추진 연합체로써, 한국 의료관련 기업들의 해외 수출 활동, 디지털 병원 수출을 지원및 자문하는 일을 하고 있다.
- 주요 수출 모델은 다음과 같다.
  - 패키지 수출: 병원설계 시공, 의료기기 및 기자재, 의료 IT, 교육훈련 등 Full Package 병원 신축
  - 병원 현대화: 의료 IT 및 디지털 의료기기 등 현대화 중심 / 노후병원 현대화
  - 디지털 이동병원: 디지털 이동검진센터 등 디지털 이동병원을 통한 거점병원 연계 및 확산
  - 스마트 헬스케어 시스템: 디지털 수술실, 응급실, 모자보건센터, 약국 등
- 디지털 병원의 개도국 수출 이외에도 병원 컨설팅, 해외 병원 F/S (Feasibility Study) 등의 일을 수행하고 있다. 유헬스 산업의 선두주자로 다양한 기업들과 협력한 비즈니스 모델 창출을 위해 노력중이다.[3]

## 같이 보기
- 이민화